# Ga Vạn Long
Ga Vạn Long (tiếng Trung: 萬隆站; Hán-Việt: Vạn Long trạm, tiếng Anh: Wanlong Station) là một ga tàu điện ngầm (đường sắt đô thị) thuộc tuyến Tùng Sơn-Tân Điếm của hệ thống đường sắt đô thị Đài Bắc, Đài Loan. Ga này nằm ở quận Văn Sơn.

## Tổng quan
Ga Vạn Long là ga ngầm gồm hai tầng sâu, có một sân ga kiểu đảo và bốn lối ra.

## Bố trí nhà ga
| Mặt đường | Lối vào/Lối ra                           | Lối vào/Lối ra                                                    |
| B1        | Sảnh chính                               | Lối đi, nhà vệ sinh, cổng soát vé một chiều, quầy thông tin       |
| B1        | Sảnh chính                               |                                                                   |
| B2        | Sân ga số 1                              | ← Tuyến Tùng Sơn-Tân Điếm hướng về ga Tùng Sơn (G07 Ga Công Quán) |
| B2        | Sân ga kiểu đảo, cửa sẽ mở phía bên trái |                                                                   |
| B2        | Sân ga số 2                              | → Tuyến Tùng Sơn-Tân Điếm hướng về Tân Điếm (G05 Ga Cảnh Mỹ) →    |

### Lối ra
- Lối ra số 1: Đoạn 5 của đường Roosevelt và hẻm 236 của đoạn 5 đường Roosevelt
- Lối ra số 2: Đoạn 5 của đường Roosevelt
- Lối ra số 3: Đoạn 5 của đường Roosevelt và hẻm 211 của đoạn 5 đường Roosevelt
- Lối ra số 4: Đoạn 5 của đường Roosevelt và hẻm 212 của đoạn 5 đường Roosevelt

## Xung quanh nhà ga
- Taipei Pot Plant Auction
- Công viên thể thao Văn Sơn Cảnh Mỹ
- Công viên ven sông Hoát Châu